# Partido Democrata Cristão (Noruega)
O Partido Democrata Cristão (Noruega) (em norueguês: Kristelig Folkeparti e Kristeleg Folkeparti, KrF) é um partido político da Noruega.
O KrF foi fundado em 1933 e, desde então, ocupou um papel importante na política norueguesa, formando vários governos de coligação, chegando a ter, um líder seu, como Primeiro-Ministro da Noruega: Kjell Magne Bondevik, primeiro-ministro entre 1997 a 2000 e, de 2001 a 2005.
O partido é de ideologia democrata-cristã, conservadora social, opondo-se à eutanásia e ao aborto, embora, a nível económico, seja mais alinhado com plataformas de centro-esquerda, defendendo o estado social e a intervenção do Estado na economia. De referir, que o partido é declaradamente eurocéptico, opondo-se à integração da Noruega na União Europeia.
Nos últimos anos, o KrF dividiu-se em duas alas: uma de pensamento mais tradicional e conservadora; outra de pensamento mais liberal e centrista. A eleição de Knut Arild Hareide, em 2011, foi vista como uma vitória da ala liberal do partido.
O KrF é observador do Partido Popular Europeu e membro da Internacional Democrata Centrista.

## Resultados eleitorais

### Eleições legislativas
| Data | CI. | Votos   | %            | +/-     | Deputados | +/-     | Status            |
| ---- | --- | ------- | ------------ | ------- | --------- | ------- | ----------------- |
| 1933 | 9.º | 10 272  | 0,8 / 100,0  |         | 1 / 150   |         |                   |
| 1936 | 7.º | 19 612  | 1,3 / 100,0  | 0,5     | 2 / 150   | 1       |                   |
| 1945 | 6.º | 117 813 | 7,9 / 100,0  | 6,3     | 8 / 150   | 6       | Oposição          |
| 1949 | 4.º | 147 068 | 8,4 / 100,0  | 0,5     | 9 / 150   | 1       | Oposição          |
| 1953 | 3.º | 186 627 | 10,5 / 100,0 | 2,1     | 14 / 150  | 5       | Oposição          |
| 1957 | 3.º | 183 243 | 10,2 / 100,0 | 0,3     | 12 / 150  | 2       | Oposição          |
| 1961 | 3.º | 171 451 | 9,3 / 100,0  | 0,9     | 15 / 150  | 3       | Oposição          |
| 1965 | 5.º | 160 331 | 7,8 / 100,0  | 1,5     | 13 / 150  | 2       | Governo           |
| 1969 | 5.º | 169 303 | 7,8 / 100,0  | Estável | 14 / 150  | 1       | Governo           |
| 1973 | 3.º | 255 456 | 11,9 / 100,0 | 4,1     | 20 / 155  | 6       | Oposição          |
| 1977 | 3.º | 224 355 | 9,7 / 100,0  | 2,2     | 22 / 155  | 2       | Oposição          |
| 1981 | 3.º | 219 179 | 8,9 / 100,0  | 0,8     | 15 / 155  | 7       | Oposição          |
| 1985 | 3.º | 214 969 | 8,3 / 100,0  | 0,6     | 16 / 157  | 1       | Governo           |
| 1989 | 5.º | 224 852 | 8,5 / 100,0  | 0,2     | 14 / 165  | 2       | Governo           |
| 1993 | 5.º | 193 885 | 7,9 / 100,0  | 0,6     | 13 / 165  | 1       | Oposição          |
| 1997 | 4.º | 353 082 | 13,7 / 100,0 | 5,8     | 25 / 165  | 12      | Governo           |
| 2001 | 5.º | 312 839 | 12,4 / 100,0 | 1,3     | 22 / 165  | 3       | Governo           |
| 2005 | 5.º | 178 885 | 6,8 / 100,0  | 5,6     | 11 / 169  | 11      | Oposição          |
| 2009 | 6.º | 148 748 | 5,5 / 100,0  | 1,3     | 10 / 169  | 1       | Oposição          |
| 2013 | 4.º | 158 475 | 5,6 / 100,0  | 0,1     | 10 / 169  | Estável | Apoio parlamentar |
| 2017 | 7.º | 122 688 | 4,2 / 100,0  | 1,4     | 8 / 169   | 2       | Apoio parlamentar |